# Anna Patten
Anna Rose Patten (Harpenden, 20 aprile 1999) è una calciatrice irlandese, difensore dell'Aston Villa e della nazionale irlandese.
Ha vestito la maglia della nazionale inglese a livello giovanile, dalla formazione Under-15 alla Under-21, disputando campionati continentali e mondiali, ottenendo come migliore risultato un terzo posto all'Europeo Under-17 di Bielorussia 2016 e un terzo posto al Mondiale Under-20 di Francia 2018, entrando in rosa anche con la nazionale maggiore senza tuttavia aver mai ottenuto una presenza.